# Màscara protectora autofiltrant

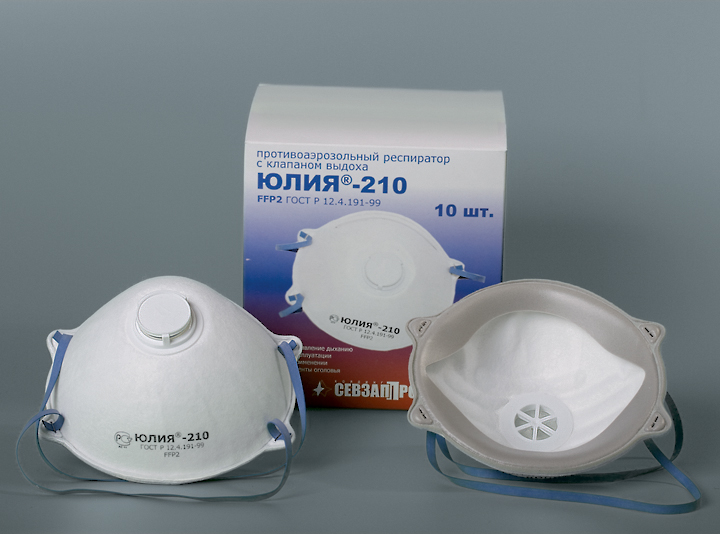
Màscares FFP2 amb vàlvula d'exhalació

Les màscares protectores autofiltrants són un tipus de màscara que cobreix el nas i la boca i que serveix per filtrar les partícules de l'aire, segons les normes europees EN 143 i EN 149. S'utilitzen en la indústria i com respiradors o màscares quirúrgiques sanitàries i hospitalàries, així com en epidèmies per evitar malalties contagioses i intrahospitalàries. Existeixen tres tipus amb diferents nivells de protecció: FFP1, FFP2 i FFP3.
La màscara és una màscara de mitja cara, cosa que significa que protegeix la barbeta, el nas i la boca. La màscara ha de complir certs estàndards i proves d'eficàcia. L'eficàcia es valora per la velocitat de filtració (penetració del filtre, també coneguda com a eficiència), així com pel grau de fuita al voltant de les vores. La màscara s'ha d'ajustar correctament a la cara.
A diferència de la màscara bucal quirúrgica, que només limita la propagació del contagi, aquest tipus de màscara protegeix a qui la porti de la inhalació d'agents infecciosos o contaminants en forma d'aerosols, gotetes o petites partícules sòlides.

## Vàlvula d'exhalació
Les màscares poden estar equipades amb una vàlvula d'exhalació per millorar la comoditat mentre es respira. Gràcies a l'exhalació que passa per una vàlvula, la humitat que conté l'aire exhalat es condensa menys a la màscara i és menys probable que s'instal·li al filtre. Evita que el filtre es faci menys permeable i desagradable de portar. Tot i així, l'addició d'una vàlvula comporta el risc de mal funcionament. Tanmateix, la vàlvula augmenta el risc d'infiltració del virus o pols tòxica. Per al tipus FFP3, és preferible l'ús d'una vàlvula perquè té unes capes de filtre molt gruixudes, cosa que dificulta la respiració. Per tant, la majoria d'aquestes màscares s'ofereixen amb una vàlvula integrada.

## Ús
La màscara ha d'estar el més a prop possible de la cara; una fitxa metàl·lica permet ajustar la màscara al pont del nas. No es recomana tenir barba i s'han d'escurçar els tirants amb un llaç per als nens petits. És de fàcil ús a causa de la seva forma ergonòmica, que s'ajusta a la forma de la cara.
- Es col·loca sobre la boca.
- S'ajusten les bandes elàstiques en la zona posterior del coll.
- S'ajusta el clip nasal a la forma del nas.

Com a protecció contra malalties infeccioses, només és eficaç en combinació amb un rentat freqüent i eficaç de mans. Cal rentar-se bé les mans abans i després de posar-se la màscara. No s'ha de tocar la màscara durant l'ús (ni s'han de rentar les mans immediatament). La màscara s'ha de substituir quan estigui mullada. S'ha de treure agafant-la de la part posterior sense tocar la part frontal de la màscara i després llençant-la a un recipient tancat adequat abans de tornar a rentar-se les mans.
Al març del 2020, en el moment de la pandèmia de coronavirus als Països Baixos, a causa de l'escassetat de màscares bucals, RIVM va publicar un consell sobre com esterilitzar i reutilitzar màscares FFP que originalment van ser certificades per a un sol ús.

## Tipus de màscares segons les normes europees FFP

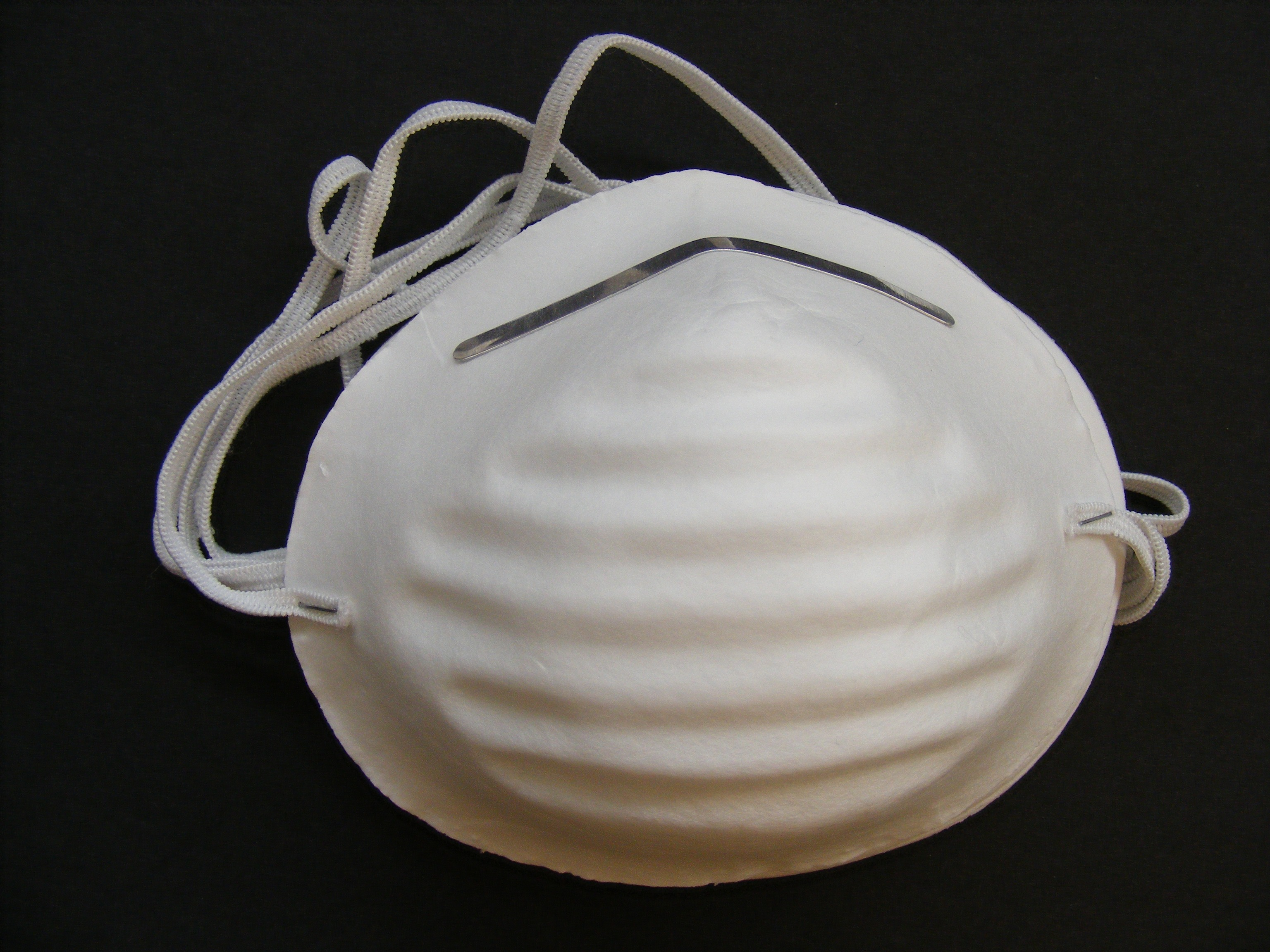
Mascareta FFP1
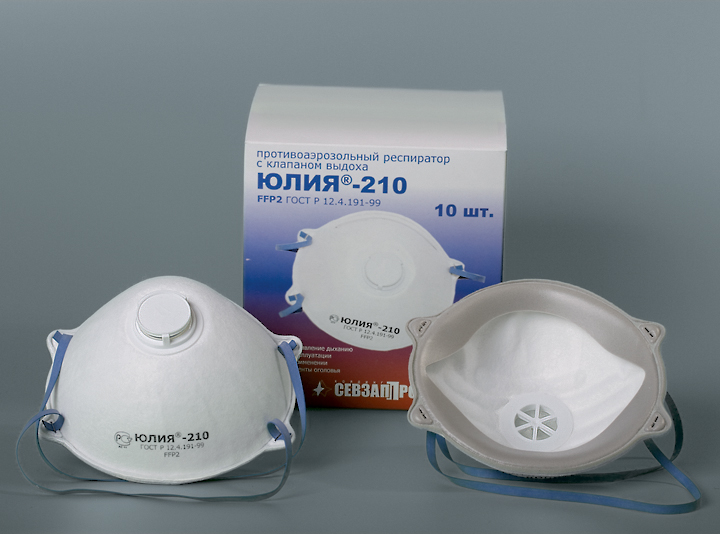
Mascareta FFP2
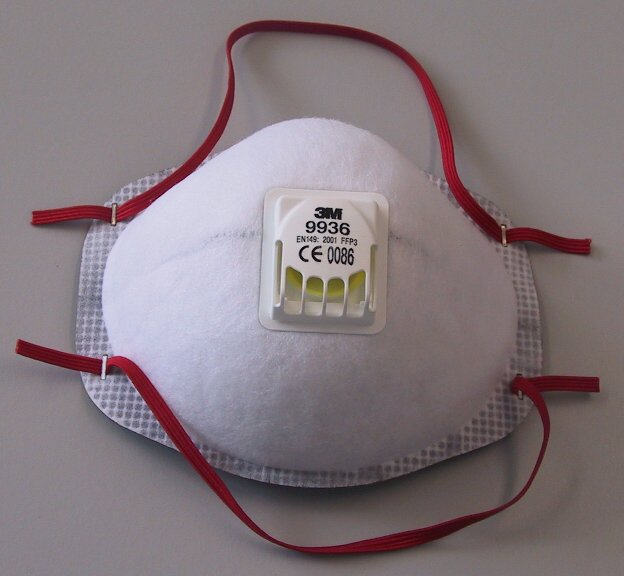
Mascareta FFP3

La normativa europea EN 143 defineix les màscares pel tipus de filtres de partícules que es poden acoblar o caracteritzar una màscara quirúrgica o industrial facial: P1 (80% filtrat), P2 (94% de filtrat), i P3 (99% de filtrat).
Tant la norma europea EN 143 com la norma EN 149 proven la penetració dels filtres amb aerosols secs de clorur de sodi i oli de parafina després d'emmagatzemar els filtres a 70° C i -30 °C durant 24 h cadascun. Les normes inclouen proves de resistència mecànica, resistència a la respiració i obstrucció. La norma EN 149 prova la fuga cap a l'interior entre la màscara i la cara, on 10 subjectes humans realitzen 5 exercicis cadascun i per a 8 individus la mitjana de fuga mesurada cap a l'interior no ha d'excedir el 22%, el 8% i el 2% respectivament.
La norma europea EN 149 defineix les següents classes de "mitges màscares filtrants parcials" (Filtering Half Masks) o "peces facials filtrants" (Filtering Face Pieces, FFP), és a dir, respiradors construïts totalment o parcialment amb material filtrant:
| Tipus | Límit de penetració del filtre (a 95 l/min de flux d'aire)       | Flux cap a dins | Utilització |
| ----- | ---------------------------------------------------------------- | --------------- | --- |
| FFP1  | Filtra almenys el 80% de les partícules transportades per l'aire | <22%            | Antipols |
| FFP2  | Filtra almenys el 94% de les partícules en l'aire                | <8%             | Contra els virus influença, grip aviària, coronavirus, Yersinia pestis o tuberculosi, així com els usos indicats en FFP1 |
| FFP3  | Filtra almenys el 99% de les partícules en l'aire                | <2%             | Contra partícules molt fines d'asbest o ceràmica, procediments mèdics que generin aerosols (intubació endotraqueal, broncoscòpia, rentat broncoalveolar, ventilació manual prèvia a la intubació, ventilació no invasiva, traqueotomia i usos assenyalats de FFP2 i FFP1 |

## Equivalències amb altres sistemes internacionals de classificació
A Austràlia, Nova Zelanda, Corea i Brasil s'utilitzen proves gairebé idèntiques, però amb classificacions diferents. S'utilitzen estàndards similars als Estats Units, la Xina i el Japó. Per exemple, les màscares EN 149 FFP2 tenen requisits de rendiment similars a les màscares N95 als Estats Units i als filtres KN95 de la Xina, i les màscares EN 149 FFP3 tenen requisits de rendiment similars a les màscares N99 als Estats Units. No obstant això, els requisits de prova de l'EN 149 difereixen una mica dels estàndards nord-americans, xinesos i japonesos, doncs l'EN 149 requereix una prova d'aerosol d'oli de parafina addicional (paraffinum perliquidum) a diferents cabals, i defineix diversos nivells de caiguda de pressió associats i admissibles.